# Маркези, Сальваторе
Сальваторе Маркези (итал. Salvatore Marchesi, настоящая фамилия де Кастроне, итал. de Castrone; 1822—1908) — итальянский оперный певец (баритон) и музыкальный педагог.
Маркези принадлежал к аристократической семье в Сицилии, брат юрист Иосиф Мерин, из-за его либеральных идей он оставил военную карьеру в армии  и начал учиться музыке и пению сначала в Палермо, с композитором Пьетро Раймонди.
Учился в Париже, там же женился на немецкой певице Матильде Грауман (впоследствии — знаменитом педагоге Матильде Маркези), их дочь Бланш Маркези также стала известной певицей. Преподавал, как и жена, в Венской консерватории. Опубликовал ряд сборников французских, немецких и итальянских песен, пособия по обучению вокалу. Перевёл на итальянский язык либретто ряда опер, в том числе оперы «Лоэнгрин» и «Тангейзер». До сих пор пользуются популярностью у педагогов «Двенадцать вокализов Маркези», используемые для развития дыхания и обучения точности фразировки.